# Leptoceratops
Leptoceratops (que significa "pequeno rosto de chifre") é um gênero de dinossauro ceratopsiano leptoceratopsídeo do Cretáceo Superior da América do Norte. Encontrado pela primeira vez em Alberta em 1910, a espécie tipo Leptoceratops gracilis foi nomeada em 1914 por Barnum Brown para um crânio parcial e esqueleto de dois indivíduos encontrados na Formação Scollard. Espécimes adicionais encontrados em Scollard incluem um esqueleto totalmente completo e dois outros indivíduos muito completos ao lado dele, descobertos em 1947 por Charles M. Sternberg. Espécimes de Montana que estavam entre alguns dos primeiros materiais referidos a Leptoceratops foram desde então movidos para seus próprios gêneros Montanoceratops e Cerasinops, enquanto novos materiais, incluindo restos de leito ósseo da Formação Hell Creek de Montana e um esqueleto parcial da Formação Lance de Wyoming, foram referidos a L. gracilis. Combinados, o Leptoceratops é conhecido por mais de dez indivíduos, todos dos depósitos maastrichtianos de Alberta, Montana e Wyoming, com o esqueleto completo representado.

## Descoberta

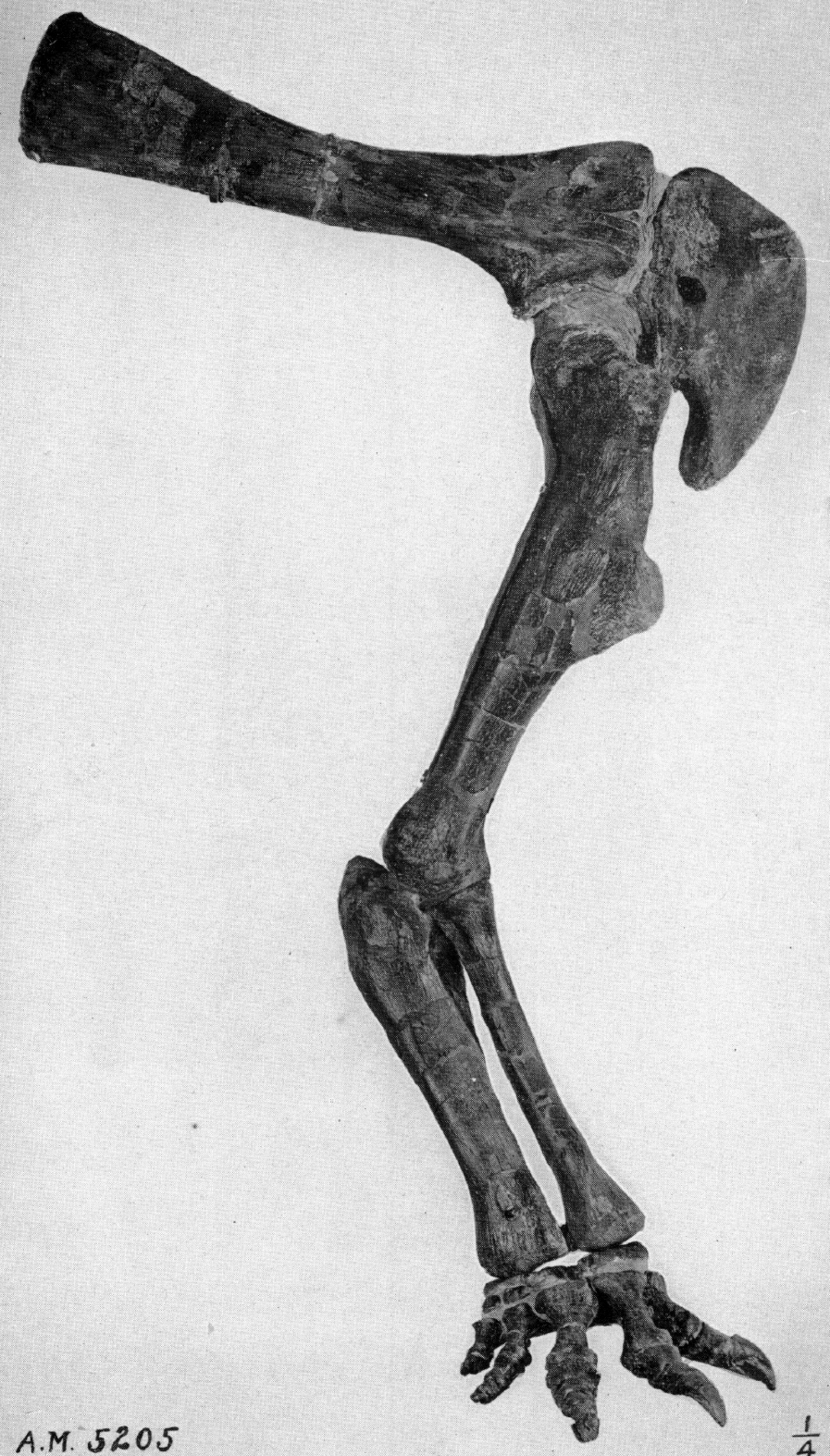
Membro anterior de Leptoceratops tipo AMNH 5205

Uma expedição de 1910 do Museu Americano de História Natural descobriu dois espécimes de ceratopsiano do estágio Maastrichtiano do Cretáceo ao longo do Rio Red Deer em Alberta, Canadá. Os dois indivíduos foram encontrados juntos em uma trilha de vacas desgastada pelo tempo que havia destruído e fragmentado parte do material, de modo que apenas partes de cada esqueleto foram recuperadas. O indivíduo que preservou um crânio parcial, coletado e registrado como espécime AMNH 5205, foi designado como o holótipo do novo táxon Leptoceratops gracilis quando foi descrito em 1914 pelo paleontólogo americano Barnum Brown. O nome se traduz como "rosto fino de chifre pequeno", embora Brown não tenha explicado sua etimologia. AMNH 5205 preservou partes do crânio e mandíbulas, um membro anterior direito completo, membros posteriores parciais e uma série de 24 vértebras da cauda, bem como duas outras vértebras isoladas. O segundo indivíduo, também incluído no AMNH 5205, apesar de ser um pouco maior, também preservou parte do membro anterior, bem como quatro vértebras pré-sacrais, três sacrais e uma caudal.
A localidade em que Leptoceratops foi encontrado pela primeira vez, originalmente descrita apenas como a Formação Edmonton, foi identificada em 1951 pelo paleontólogo canadense Charles M. Sternberg como sendo do membro Edmonton Superior com base nas informações de localização fornecidas, pois a pedreira exata foi perdida. Sternberg na mesma publicação descreveu três esqueletos de Leptoceratops da Formação Edmonton, incluindo um indivíduo totalmente completo. Os espécimes foram descobertos no final da temporada de campo de 1947, onde Sternberg localizou um crânio, mandíbula e a maior parte de um esqueleto de um primeiro espécime, Museu Canadense de Natureza número 8889, o assistente de estudante T. P. Chammery encontrou um indivíduo menor sem a maior parte da cabeça e uma mão esquerda parcial (CMN 8888), e um terceiro indivíduo completo diretamente ao lado deste último foi descoberto durante a escavação (CMN 8887). CMN 8888 e 8887 estavam 15 metros acima da base do membro Upper Edmonton, e CMN 8889 estava 1,5 m adicional acima deles. Esses espécimes eram completos o suficiente para permitir que o paleontólogo canadense Dale A. Russell descrevesse e publicasse um esqueleto completo de Leptoceratops baseado apenas nos indivíduos CMN. A geologia mais recente separou a Formação Edmonton em quatro formações como o Grupo Edmonton, com Leptoceratops conhecido da mais alta, denominada Formação Scollard, que foi depositada no final do Maastrichtiano. Dentro da Formação Scollard, Leptoceratops era conhecido em 2013 a partir de nove espécimes encontrados na porção inferior, com uma estimativa de 65,5-66,1 milhões de anos (meio milhão de anos mais velho com recalibração).  Junto com os tipos e plesiótipos descritos, os espécimes conhecidos de Leptoceratops do Scollard também incluem os esqueletos parciais 93.95.1 e 95.86.1 do Museu Real Tyrrell de Paleontologia.
Brown coletou restos adicionais referidos a Leptoceratops em 1916 da Formação St. Mary River de Montana, AMNH 5464. Este espécime, incluindo um esqueleto muito bom e um crânio fragmentário, foi preparado em 1918 no AMNH e então montado em 1935 para ser colocado em exposição, com o crânio fragmentário sendo completamente modelado em gesso para a montagem. Diferenças no crânio dos primeiros espécimes de Leptoceratops levaram Brown e Erich M. Schlaijker a descrever o espécime em 1942 como uma nova espécie, Leptoceratops cerorhynchus. A descrição do material juntamente com a anatomia dos outros espécimes conhecidos levou Brown e Schlaijker a concluir que Leptoceratops era um parente muito próximo de Protoceratops que juntos deveriam ser unidos dentro de Protoceratopsidae. Comparações entre o espécime do Rio St. Mary e os esqueletos coletados por Sternberg em Alberta mostraram que L. cerorhynchus deveria receber seu próprio gênero separado de Leptoceratops, que Sternberg chamou de Montanoceratops em 1951.
O paleontólogo americano Charles W. Gilmore liderou três expedições do Serviço Geológico dos Estados Unidos para a Formação Two Medicine de Montana em 1913, 1928 e 1935, descobrindo dois espécimes na terceira expedição que ele descreveu como Leptoceratops. O material, fragmentário, mas mostrando claras semelhanças com os restos conhecidos anteriormente, também incluía um pé completo pela primeira vez, junto com outros materiais que complementavam as regiões anatômicas conhecidas. A posição estratigráfica separada do material de Alberta e St. Mary River sugeriu que os espécimes de Gilmore, números 13863 e 13864 do Smithsonian Institution, poderiam pertencer a uma espécie distinta, mas a natureza fragmentária fez com que ele não desse um nome e o deixasse como indeterminado. Esses espécimes foram posteriormente removidos de Leptoceratops por Sternberg em 1951, e posteriormente referidos ao seu parente próximo Cerasinops quando foi nomeado em 2007 pelos paleontólogos americanos Brenda J. Chinnery e John R. Horner para um esqueleto 80% completo também encontrado na Formação Two Medicine.

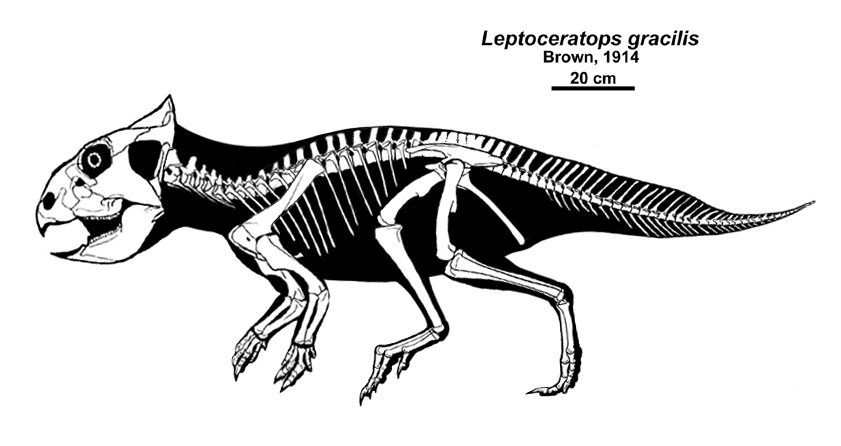
Reconstrução esquelética

Uma localidade de Leptoceratops foi encontrada em 1962 dentro da Formação Lance de Wyoming por Michael Ramus, onde um único indivíduo foi coletado, Universidade de Princeton (agora Museu Peabody de História Natural) número 18133. Este espécime preserva um membro posterior quase completo, pélvis e cauda ao lado de alguns dentes isolados. Descrito em 1978 pelo paleontólogo americano John Ostrom, o esqueleto é extremamente semelhante ao material atribuído a Leptoceratops de Alberta, ao mesmo tempo em que exibe diferenças tanto para Montanoceratops quanto para outros materiais antigos de Leptoceratops de Montana. Um dente isolado (AMNH 2571) do Conglomerado Pinyon do Condado de Teton (Wyoming), também foi referido como Leptoceratops, mas não como L. gracilis, por Ostrom. A atribuição de YPM VPPU 018133 a Leptoceratops foi questionada por Chinnery em 2004, pois o jugal é muito semelhante ao descrito para Prenoceratops e a localidade pode ser parte da Formação Meeteetse.
Leptoceratops foi encontrado pela primeira vez na Formação Hell Creek de Montana, equivalente em idade às formações Scollard e Lance de Alberta e Wyoming, em 1992 com a descoberta de um crânio traseiro parcial por Brig Konecke. O crânio, Museu de Geologia da Universidade de Wisconsin-Madison número 200, foi preparado em 1998 para mostrar a primeira caixa craniana completa não fundida a ser descrita. Um dente isolado, UWGM-201, também foi encontrado. UWGM-200 foi encontrado dentro de um arenito de estratificação cruzada de um metro contendo conchas de bivalves unionídeos do alto Hell Creek, e UWGM-201 foi encontrado 75 m abaixo do limite Cretáceo-Paleogeno no meio do Hell Creek.

## Descrição

Tamanho comparado de Leptoceratops ao humano

Leptoceratops era um ceratopsiano incomum, exibindo uma cabeça muito grande, mas com babados mínimos, com um centro de massa frontal que pode sugerir quadrupedalismo e um número maior de vértebras na frente da pélvis do que outros ceratopsianos primitivos. Todos os espécimes descritos de Leptoceratops são de tamanho semelhante, mas os espécimes do tipo AMNH 5205 e YPM VPPU 18133 referidos parecem ser ligeiramente maiores do que os três espécimes CMN, com CMN 8887 sendo o menor. O esqueleto completo do CMN 8889, com a cauda do CMN 8887 adicionada e ampliada para corresponder aos outros ossos, mede 1,81 m de comprimento, então o Leptoceratops provavelmente tinha cerca de dois metros de comprimento e pesava 100 kg. Este é semelhante em tamanho a alguns outros ceratopsianos primitivos como Cerasinops, Zhuchengceratops, Prenoceratops, Montanoceratops e Protoceratops, mas menor que o grande Udanoceratops que tinha cerca de quatro metros de comprimento e 700 kg.

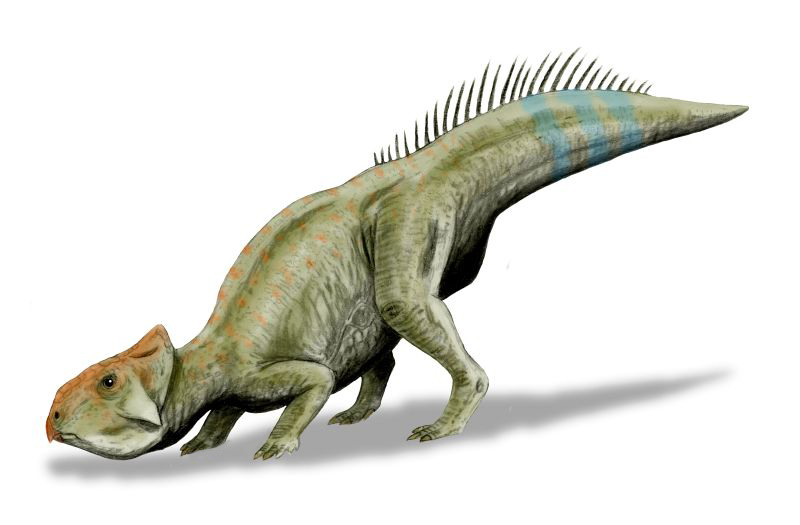
Restauração do animal em vida

### Crânio

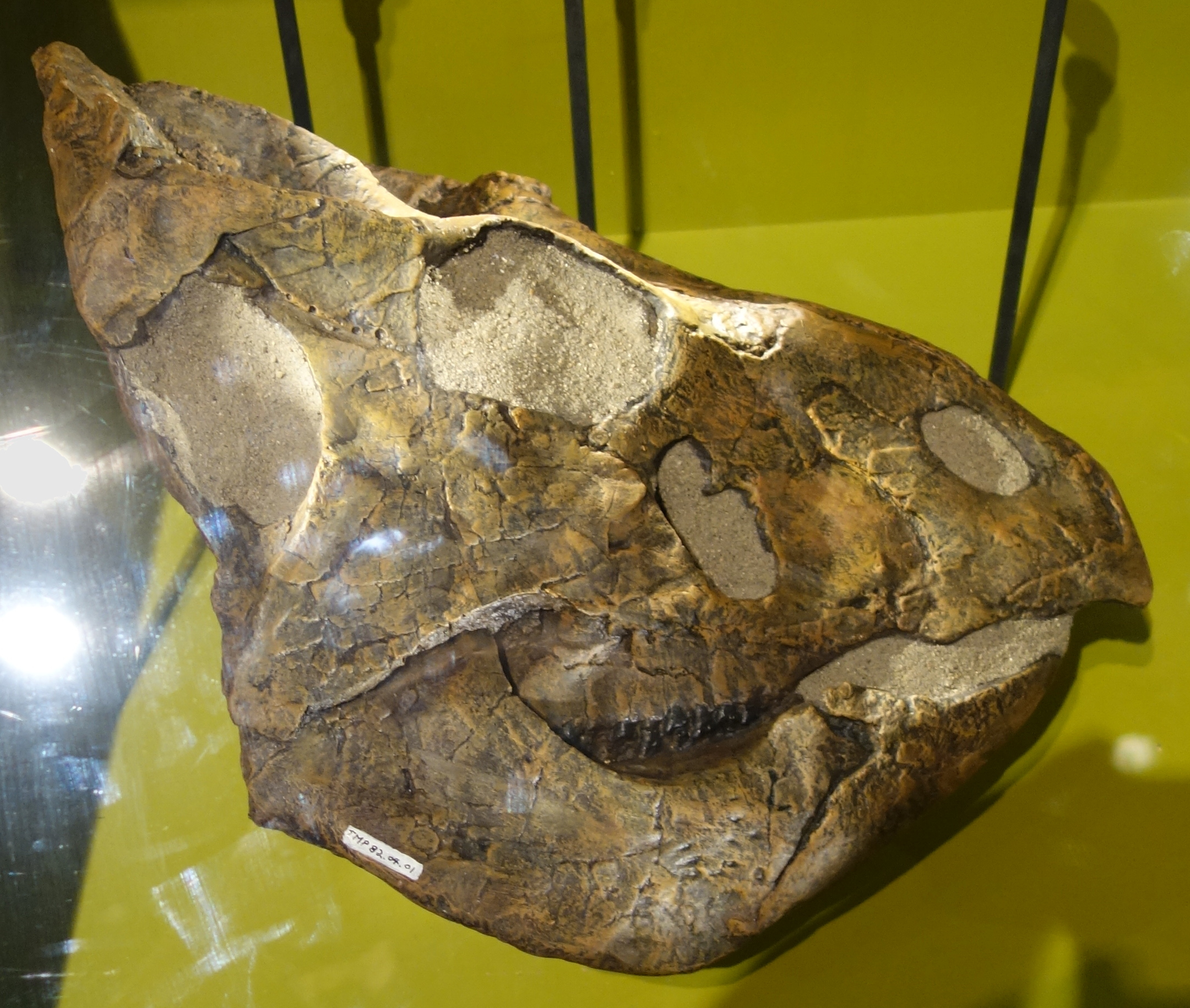
Amostra do crânio CMN 8887

O crânio do Leptoceratops é semelhante ao do Protoceratops na forma geral, mas é mais baixo e mais longo e, excepcionalmente, não possui uma crista na parte de trás do crânio para fazer um babado. Os crânios completos conhecidos variam de 450 mm de comprimento no CMN 8889 a 330 mm de comprimento no CMN 8887, com mandíbulas respectivas de 345 mm e 275 mm de comprimento.  A extrapolação dos crânios completos do CMN para o material preservado do AMNH 5205 e UWGM-200 fornece comprimentos de 529 mm e 468–540 mm, respectivamente. Os ossos do crânio do CMN 8889 são fundidos, sugerindo que é um adulto, enquanto os do CMN 8887 e UWGM-200 não são fundidos, indicando que podem ainda não estar totalmente crescidos. Não há chifre no nasal, ao contrário de ceratopsianos mais derivados, nem no pós-orbital. Ao contrário do Protoceratops, não há dentes no osso pré-maxilar do focinho, embora haja 17 dentes na maxila e no dentário. Há uma grande crista acima dos dentes na maxila, que teria suportado uma grande bolsa musculosa na bochecha para auxiliar na trituração de grandes quantidades de vegetação. Como em outros ceratopsianos, os ossos jugais da bochecha são alargados para o lado, e a ossificação epijugal única está presente. O osso palpebral, que forma uma sobrancelha em ornitísquios, é apenas pequeno e posicionado frouxamente dentro da órbita ocular. Os ossos parietais do crânio posterior, que em Protoceratops são alongados para formar um babado e apresentam fenestras, são reduzidos e sólidos em Leptoceratops. A anatomia da caixa craniana de Leptoceratops é semelhante à de Montanoceratops com pequenas diferenças, incluindo um pescoço restrito ao côndilo occipital, uma crista não dividida no supraoccipital e uma articulação elevada para o palato no exoccipital. Os nervos cranianos de Leptoceratops têm os mesmos padrões de arranjo que os de Montanoceratops, Triceratops e Chasmosaurus mariscalensis. Ossos hioides são conhecidos em Leptoceratops, apenas preservados em espécimes de Centrosaurus e Protoceratops.

## Classificação
Leptoceratops foi nomeado pela primeira vez como um membro primitivo de Ceratopsia fora da família Ceratopsidae, com Brown sugerindo que ele e Brachyceratops podem formar sua própria família. Isso não foi seguido pelo paleontólogo húngaro Franz Nopcsa, que em vez disso colocou Leptoceratops dentro de sua própria subfamília de Ceratopsidae separada de Brachyceratops, mas juntando-se a Protoceratops, Leptoceratopsinae. Uma classificação semelhante foi apoiada pelo paleontólogo americano Alfred Romer, que colocou Leptoceratops separadamente dentro da nova família Leptoceratopsidae em 1927, que juntou Ceratopsidae e Protoceratopsidae dentro de Ceratopsia. A descrição de novo material de Leptoceratops levou a uma semelhança com Protoceratops sendo reconhecido, e os dois gêneros, bem como Montanoceratops após sua separação, foram incluídos dentro de Protoceratopsidae.
O reconhecimento de que Leptoceratops e outros ceratopsianos primitivos não estavam todos unidos dentro de Protoceratopsidae começou com as descrições de novos gêneros da Ásia desde 1975 e a introdução da filogenética na classificação de ceratopsianos. O paleontólogo americano Paul C. Sereno sugeriu em 1986 que Protoceratopsidae, como tradicionalmente usado, é parafilético, formando em vez disso uma aquisição sucessiva de características mais próximas de Ceratopsidae. Isso foi apoiado por múltiplas análises filogenéticas, onde Leptoceratops não estava relacionado a outras formas, dentro de Protoceratopsidae, ou fora de Protoceratopsidae, mas formando um clado com táxons como Montanoceratops, Udanoceratops ou Asiaceratops. A última hipótese ganhou apoio à medida que os estudos progrediram, com o nome Leptoceratopsidae adotado para o grupo e seu conteúdo taxonômico se expandindo para incluir uma variedade diversificada de ceratopsianos iniciais do Cretáceo Superior, incluindo gêneros existentes e recentemente descritos.
Todas as análises filogenéticas neoceratopsianas publicadas anteriormente foram incorporadas à análise de Eric M. Morschhauser e colegas em 2019, junto com todas as espécies diagnósticas publicadas anteriormente, excluindo o Archaeoceratops yujingziensis juvenil incompleto e os gêneros problemáticos Bainoceratops, Lamaceratops, Platyceratops e Gobiceratops que são intimamente relacionados e potencialmente sinônimos de Bagaceratops. Embora houvesse muitas áreas não resolvidas do consenso estrito, incluindo todos os Leptoceratopsidae, uma única árvore mais parcimoniosa foi encontrada que era mais consistente com as idades relativas dos táxons incluídos, que é mostrada abaixo, restrita a Leptoceratopsidae. Outras análises filogenéticas também adicionando os novos táxons de leptoceratopsídeos Ferrisaurus e Gremlin slobodorum também foram conduzidas, mas a inclusão desses táxons e a natureza fragmentária de muitos ceratopsianos primitivos resulta em muito pouca resolução de relacionamentos de leptoceratopsídeos.

|  | Prenoceratops pieganensis                                                               |
|  |                                                                                         |
|  | \| \| Udanoceratops tchizhovi \| \| \| \| \| \| Zhuchengceratops inexpectus \| \| \| \| |
|  |                                                                                         |
|  | Udanoceratops tchizhovi                                                                 |
|  |                                                                                         |
|  | Zhuchengceratops inexpectus                                                             |
|  |                                                                                         |

|  | Udanoceratops tchizhovi     |
|  |                             |
|  | Zhuchengceratops inexpectus |
|  |                             |

|  | Prenoceratops pieganensis                                                               |
|  |                                                                                         |
|  | \| \| Udanoceratops tchizhovi \| \| \| \| \| \| Zhuchengceratops inexpectus \| \| \| \| |
|  |                                                                                         |
|  | Udanoceratops tchizhovi                                                                 |
|  |                                                                                         |
|  | Zhuchengceratops inexpectus                                                             |
|  |                                                                                         |

|  | Udanoceratops tchizhovi     |
|  |                             |
|  | Zhuchengceratops inexpectus |
|  |                             |

|  | Cerasinops hodgskissi                                                                  |
|  |                                                                                        |
|  | \| \| Gryphoceratops morrisoni \| \| \| \| \| \| Unescoceratops kopelhusae \| \| \| \| |
|  |                                                                                        |
|  | Gryphoceratops morrisoni                                                               |
|  |                                                                                        |
|  | Unescoceratops kopelhusae                                                              |
|  |                                                                                        |

|  | Gryphoceratops morrisoni  |
|  |                           |
|  | Unescoceratops kopelhusae |
|  |                           |

|  | Cerasinops hodgskissi                                                                  |
|  |                                                                                        |
|  | \| \| Gryphoceratops morrisoni \| \| \| \| \| \| Unescoceratops kopelhusae \| \| \| \| |
|  |                                                                                        |
|  | Gryphoceratops morrisoni                                                               |
|  |                                                                                        |
|  | Unescoceratops kopelhusae                                                              |
|  |                                                                                        |

|  | Gryphoceratops morrisoni  |
|  |                           |
|  | Unescoceratops kopelhusae |
|  |                           |

|  | Cerasinops hodgskissi                                                                  |
|  |                                                                                        |
|  | \| \| Gryphoceratops morrisoni \| \| \| \| \| \| Unescoceratops kopelhusae \| \| \| \| |
|  |                                                                                        |
|  | Gryphoceratops morrisoni                                                               |
|  |                                                                                        |
|  | Unescoceratops kopelhusae                                                              |
|  |                                                                                        |

|  | Gryphoceratops morrisoni  |
|  |                           |
|  | Unescoceratops kopelhusae |
|  |                           |

|  | Cerasinops hodgskissi                                                                  |
|  |                                                                                        |
|  | \| \| Gryphoceratops morrisoni \| \| \| \| \| \| Unescoceratops kopelhusae \| \| \| \| |
|  |                                                                                        |
|  | Gryphoceratops morrisoni                                                               |
|  |                                                                                        |
|  | Unescoceratops kopelhusae                                                              |
|  |                                                                                        |

|  | Gryphoceratops morrisoni  |
|  |                           |
|  | Unescoceratops kopelhusae |
|  |                           |

|  | Prenoceratops pieganensis                                                               |
|  |                                                                                         |
|  | \| \| Udanoceratops tchizhovi \| \| \| \| \| \| Zhuchengceratops inexpectus \| \| \| \| |
|  |                                                                                         |
|  | Udanoceratops tchizhovi                                                                 |
|  |                                                                                         |
|  | Zhuchengceratops inexpectus                                                             |
|  |                                                                                         |

|  | Udanoceratops tchizhovi     |
|  |                             |
|  | Zhuchengceratops inexpectus |
|  |                             |

|  | Prenoceratops pieganensis                                                               |
|  |                                                                                         |
|  | \| \| Udanoceratops tchizhovi \| \| \| \| \| \| Zhuchengceratops inexpectus \| \| \| \| |
|  |                                                                                         |
|  | Udanoceratops tchizhovi                                                                 |
|  |                                                                                         |
|  | Zhuchengceratops inexpectus                                                             |
|  |                                                                                         |

|  | Udanoceratops tchizhovi     |
|  |                             |
|  | Zhuchengceratops inexpectus |
|  |                             |

|  | Cerasinops hodgskissi                                                                  |
|  |                                                                                        |
|  | \| \| Gryphoceratops morrisoni \| \| \| \| \| \| Unescoceratops kopelhusae \| \| \| \| |
|  |                                                                                        |
|  | Gryphoceratops morrisoni                                                               |
|  |                                                                                        |
|  | Unescoceratops kopelhusae                                                              |
|  |                                                                                        |

|  | Gryphoceratops morrisoni  |
|  |                           |
|  | Unescoceratops kopelhusae |
|  |                           |

|  | Cerasinops hodgskissi                                                                  |
|  |                                                                                        |
|  | \| \| Gryphoceratops morrisoni \| \| \| \| \| \| Unescoceratops kopelhusae \| \| \| \| |
|  |                                                                                        |
|  | Gryphoceratops morrisoni                                                               |
|  |                                                                                        |
|  | Unescoceratops kopelhusae                                                              |
|  |                                                                                        |

|  | Gryphoceratops morrisoni  |
|  |                           |
|  | Unescoceratops kopelhusae |
|  |                           |

|  | Cerasinops hodgskissi                                                                  |
|  |                                                                                        |
|  | \| \| Gryphoceratops morrisoni \| \| \| \| \| \| Unescoceratops kopelhusae \| \| \| \| |
|  |                                                                                        |
|  | Gryphoceratops morrisoni                                                               |
|  |                                                                                        |
|  | Unescoceratops kopelhusae                                                              |
|  |                                                                                        |

|  | Gryphoceratops morrisoni  |
|  |                           |
|  | Unescoceratops kopelhusae |
|  |                           |

|  | Cerasinops hodgskissi                                                                  |
|  |                                                                                        |
|  | \| \| Gryphoceratops morrisoni \| \| \| \| \| \| Unescoceratops kopelhusae \| \| \| \| |
|  |                                                                                        |
|  | Gryphoceratops morrisoni                                                               |
|  |                                                                                        |
|  | Unescoceratops kopelhusae                                                              |
|  |                                                                                        |

|  | Gryphoceratops morrisoni  |
|  |                           |
|  | Unescoceratops kopelhusae |
|  |                           |

|  | Prenoceratops pieganensis                                                               |
|  |                                                                                         |
|  | \| \| Udanoceratops tchizhovi \| \| \| \| \| \| Zhuchengceratops inexpectus \| \| \| \| |
|  |                                                                                         |
|  | Udanoceratops tchizhovi                                                                 |
|  |                                                                                         |
|  | Zhuchengceratops inexpectus                                                             |
|  |                                                                                         |

|  | Udanoceratops tchizhovi     |
|  |                             |
|  | Zhuchengceratops inexpectus |
|  |                             |

|  | Prenoceratops pieganensis                                                               |
|  |                                                                                         |
|  | \| \| Udanoceratops tchizhovi \| \| \| \| \| \| Zhuchengceratops inexpectus \| \| \| \| |
|  |                                                                                         |
|  | Udanoceratops tchizhovi                                                                 |
|  |                                                                                         |
|  | Zhuchengceratops inexpectus                                                             |
|  |                                                                                         |

|  | Udanoceratops tchizhovi     |
|  |                             |
|  | Zhuchengceratops inexpectus |
|  |                             |

|  | Cerasinops hodgskissi                                                                  |
|  |                                                                                        |
|  | \| \| Gryphoceratops morrisoni \| \| \| \| \| \| Unescoceratops kopelhusae \| \| \| \| |
|  |                                                                                        |
|  | Gryphoceratops morrisoni                                                               |
|  |                                                                                        |
|  | Unescoceratops kopelhusae                                                              |
|  |                                                                                        |

|  | Gryphoceratops morrisoni  |
|  |                           |
|  | Unescoceratops kopelhusae |
|  |                           |

|  | Cerasinops hodgskissi                                                                  |
|  |                                                                                        |
|  | \| \| Gryphoceratops morrisoni \| \| \| \| \| \| Unescoceratops kopelhusae \| \| \| \| |
|  |                                                                                        |
|  | Gryphoceratops morrisoni                                                               |
|  |                                                                                        |
|  | Unescoceratops kopelhusae                                                              |
|  |                                                                                        |

|  | Gryphoceratops morrisoni  |
|  |                           |
|  | Unescoceratops kopelhusae |
|  |                           |

|  | Cerasinops hodgskissi                                                                  |
|  |                                                                                        |
|  | \| \| Gryphoceratops morrisoni \| \| \| \| \| \| Unescoceratops kopelhusae \| \| \| \| |
|  |                                                                                        |
|  | Gryphoceratops morrisoni                                                               |
|  |                                                                                        |
|  | Unescoceratops kopelhusae                                                              |
|  |                                                                                        |

|  | Gryphoceratops morrisoni  |
|  |                           |
|  | Unescoceratops kopelhusae |
|  |                           |

|  | Cerasinops hodgskissi                                                                  |
|  |                                                                                        |
|  | \| \| Gryphoceratops morrisoni \| \| \| \| \| \| Unescoceratops kopelhusae \| \| \| \| |
|  |                                                                                        |
|  | Gryphoceratops morrisoni                                                               |
|  |                                                                                        |
|  | Unescoceratops kopelhusae                                                              |
|  |                                                                                        |

|  | Gryphoceratops morrisoni  |
|  |                           |
|  | Unescoceratops kopelhusae |
|  |                           |

|  | Prenoceratops pieganensis                                                               |
|  |                                                                                         |
|  | \| \| Udanoceratops tchizhovi \| \| \| \| \| \| Zhuchengceratops inexpectus \| \| \| \| |
|  |                                                                                         |
|  | Udanoceratops tchizhovi                                                                 |
|  |                                                                                         |
|  | Zhuchengceratops inexpectus                                                             |
|  |                                                                                         |

|  | Udanoceratops tchizhovi     |
|  |                             |
|  | Zhuchengceratops inexpectus |
|  |                             |

|  | Prenoceratops pieganensis                                                               |
|  |                                                                                         |
|  | \| \| Udanoceratops tchizhovi \| \| \| \| \| \| Zhuchengceratops inexpectus \| \| \| \| |
|  |                                                                                         |
|  | Udanoceratops tchizhovi                                                                 |
|  |                                                                                         |
|  | Zhuchengceratops inexpectus                                                             |
|  |                                                                                         |

|  | Udanoceratops tchizhovi     |
|  |                             |
|  | Zhuchengceratops inexpectus |
|  |                             |

|  | Cerasinops hodgskissi                                                                  |
|  |                                                                                        |
|  | \| \| Gryphoceratops morrisoni \| \| \| \| \| \| Unescoceratops kopelhusae \| \| \| \| |
|  |                                                                                        |
|  | Gryphoceratops morrisoni                                                               |
|  |                                                                                        |
|  | Unescoceratops kopelhusae                                                              |
|  |                                                                                        |

|  | Gryphoceratops morrisoni  |
|  |                           |
|  | Unescoceratops kopelhusae |
|  |                           |

|  | Cerasinops hodgskissi                                                                  |
|  |                                                                                        |
|  | \| \| Gryphoceratops morrisoni \| \| \| \| \| \| Unescoceratops kopelhusae \| \| \| \| |
|  |                                                                                        |
|  | Gryphoceratops morrisoni                                                               |
|  |                                                                                        |
|  | Unescoceratops kopelhusae                                                              |
|  |                                                                                        |

|  | Gryphoceratops morrisoni  |
|  |                           |
|  | Unescoceratops kopelhusae |
|  |                           |

|  | Cerasinops hodgskissi                                                                  |
|  |                                                                                        |
|  | \| \| Gryphoceratops morrisoni \| \| \| \| \| \| Unescoceratops kopelhusae \| \| \| \| |
|  |                                                                                        |
|  | Gryphoceratops morrisoni                                                               |
|  |                                                                                        |
|  | Unescoceratops kopelhusae                                                              |
|  |                                                                                        |

|  | Gryphoceratops morrisoni  |
|  |                           |
|  | Unescoceratops kopelhusae |
|  |                           |

|  | Cerasinops hodgskissi                                                                  |
|  |                                                                                        |
|  | \| \| Gryphoceratops morrisoni \| \| \| \| \| \| Unescoceratops kopelhusae \| \| \| \| |
|  |                                                                                        |
|  | Gryphoceratops morrisoni                                                               |
|  |                                                                                        |
|  | Unescoceratops kopelhusae                                                              |
|  |                                                                                        |

|  | Gryphoceratops morrisoni  |
|  |                           |
|  | Unescoceratops kopelhusae |
|  |                           |

|  | Prenoceratops pieganensis                                                               |
|  |                                                                                         |
|  | \| \| Udanoceratops tchizhovi \| \| \| \| \| \| Zhuchengceratops inexpectus \| \| \| \| |
|  |                                                                                         |
|  | Udanoceratops tchizhovi                                                                 |
|  |                                                                                         |
|  | Zhuchengceratops inexpectus                                                             |
|  |                                                                                         |

|  | Udanoceratops tchizhovi     |
|  |                             |
|  | Zhuchengceratops inexpectus |
|  |                             |

|  | Prenoceratops pieganensis                                                               |
|  |                                                                                         |
|  | \| \| Udanoceratops tchizhovi \| \| \| \| \| \| Zhuchengceratops inexpectus \| \| \| \| |
|  |                                                                                         |
|  | Udanoceratops tchizhovi                                                                 |
|  |                                                                                         |
|  | Zhuchengceratops inexpectus                                                             |
|  |                                                                                         |

|  | Udanoceratops tchizhovi     |
|  |                             |
|  | Zhuchengceratops inexpectus |
|  |                             |

|  | Cerasinops hodgskissi                                                                  |
|  |                                                                                        |
|  | \| \| Gryphoceratops morrisoni \| \| \| \| \| \| Unescoceratops kopelhusae \| \| \| \| |
|  |                                                                                        |
|  | Gryphoceratops morrisoni                                                               |
|  |                                                                                        |
|  | Unescoceratops kopelhusae                                                              |
|  |                                                                                        |

|  | Gryphoceratops morrisoni  |
|  |                           |
|  | Unescoceratops kopelhusae |
|  |                           |

|  | Cerasinops hodgskissi                                                                  |
|  |                                                                                        |
|  | \| \| Gryphoceratops morrisoni \| \| \| \| \| \| Unescoceratops kopelhusae \| \| \| \| |
|  |                                                                                        |
|  | Gryphoceratops morrisoni                                                               |
|  |                                                                                        |
|  | Unescoceratops kopelhusae                                                              |
|  |                                                                                        |

|  | Gryphoceratops morrisoni  |
|  |                           |
|  | Unescoceratops kopelhusae |
|  |                           |

|  | Cerasinops hodgskissi                                                                  |
|  |                                                                                        |
|  | \| \| Gryphoceratops morrisoni \| \| \| \| \| \| Unescoceratops kopelhusae \| \| \| \| |
|  |                                                                                        |
|  | Gryphoceratops morrisoni                                                               |
|  |                                                                                        |
|  | Unescoceratops kopelhusae                                                              |
|  |                                                                                        |

|  | Gryphoceratops morrisoni  |
|  |                           |
|  | Unescoceratops kopelhusae |
|  |                           |

|  | Cerasinops hodgskissi                                                                  |
|  |                                                                                        |
|  | \| \| Gryphoceratops morrisoni \| \| \| \| \| \| Unescoceratops kopelhusae \| \| \| \| |
|  |                                                                                        |
|  | Gryphoceratops morrisoni                                                               |
|  |                                                                                        |
|  | Unescoceratops kopelhusae                                                              |
|  |                                                                                        |

|  | Gryphoceratops morrisoni  |
|  |                           |
|  | Unescoceratops kopelhusae |
|  |                           |

|  | Prenoceratops pieganensis                                                               |
|  |                                                                                         |
|  | \| \| Udanoceratops tchizhovi \| \| \| \| \| \| Zhuchengceratops inexpectus \| \| \| \| |
|  |                                                                                         |
|  | Udanoceratops tchizhovi                                                                 |
|  |                                                                                         |
|  | Zhuchengceratops inexpectus                                                             |
|  |                                                                                         |

|  | Udanoceratops tchizhovi     |
|  |                             |
|  | Zhuchengceratops inexpectus |
|  |                             |

|  | Prenoceratops pieganensis                                                               |
|  |                                                                                         |
|  | \| \| Udanoceratops tchizhovi \| \| \| \| \| \| Zhuchengceratops inexpectus \| \| \| \| |
|  |                                                                                         |
|  | Udanoceratops tchizhovi                                                                 |
|  |                                                                                         |
|  | Zhuchengceratops inexpectus                                                             |
|  |                                                                                         |

|  | Udanoceratops tchizhovi     |
|  |                             |
|  | Zhuchengceratops inexpectus |
|  |                             |

|  | Cerasinops hodgskissi                                                                  |
|  |                                                                                        |
|  | \| \| Gryphoceratops morrisoni \| \| \| \| \| \| Unescoceratops kopelhusae \| \| \| \| |
|  |                                                                                        |
|  | Gryphoceratops morrisoni                                                               |
|  |                                                                                        |
|  | Unescoceratops kopelhusae                                                              |
|  |                                                                                        |

|  | Gryphoceratops morrisoni  |
|  |                           |
|  | Unescoceratops kopelhusae |
|  |                           |

|  | Cerasinops hodgskissi                                                                  |
|  |                                                                                        |
|  | \| \| Gryphoceratops morrisoni \| \| \| \| \| \| Unescoceratops kopelhusae \| \| \| \| |
|  |                                                                                        |
|  | Gryphoceratops morrisoni                                                               |
|  |                                                                                        |
|  | Unescoceratops kopelhusae                                                              |
|  |                                                                                        |

|  | Gryphoceratops morrisoni  |
|  |                           |
|  | Unescoceratops kopelhusae |
|  |                           |

|  | Cerasinops hodgskissi                                                                  |
|  |                                                                                        |
|  | \| \| Gryphoceratops morrisoni \| \| \| \| \| \| Unescoceratops kopelhusae \| \| \| \| |
|  |                                                                                        |
|  | Gryphoceratops morrisoni                                                               |
|  |                                                                                        |
|  | Unescoceratops kopelhusae                                                              |
|  |                                                                                        |

|  | Gryphoceratops morrisoni  |
|  |                           |
|  | Unescoceratops kopelhusae |
|  |                           |

|  | Cerasinops hodgskissi                                                                  |
|  |                                                                                        |
|  | \| \| Gryphoceratops morrisoni \| \| \| \| \| \| Unescoceratops kopelhusae \| \| \| \| |
|  |                                                                                        |
|  | Gryphoceratops morrisoni                                                               |
|  |                                                                                        |
|  | Unescoceratops kopelhusae                                                              |
|  |                                                                                        |

|  | Gryphoceratops morrisoni  |
|  |                           |
|  | Unescoceratops kopelhusae |
|  |                           |

|  | Prenoceratops pieganensis                                                               |
|  |                                                                                         |
|  | \| \| Udanoceratops tchizhovi \| \| \| \| \| \| Zhuchengceratops inexpectus \| \| \| \| |
|  |                                                                                         |
|  | Udanoceratops tchizhovi                                                                 |
|  |                                                                                         |
|  | Zhuchengceratops inexpectus                                                             |
|  |                                                                                         |

|  | Udanoceratops tchizhovi     |
|  |                             |
|  | Zhuchengceratops inexpectus |
|  |                             |

|  | Prenoceratops pieganensis                                                               |
|  |                                                                                         |
|  | \| \| Udanoceratops tchizhovi \| \| \| \| \| \| Zhuchengceratops inexpectus \| \| \| \| |
|  |                                                                                         |
|  | Udanoceratops tchizhovi                                                                 |
|  |                                                                                         |
|  | Zhuchengceratops inexpectus                                                             |
|  |                                                                                         |

|  | Udanoceratops tchizhovi     |
|  |                             |
|  | Zhuchengceratops inexpectus |
|  |                             |

|  | Cerasinops hodgskissi                                                                  |
|  |                                                                                        |
|  | \| \| Gryphoceratops morrisoni \| \| \| \| \| \| Unescoceratops kopelhusae \| \| \| \| |
|  |                                                                                        |
|  | Gryphoceratops morrisoni                                                               |
|  |                                                                                        |
|  | Unescoceratops kopelhusae                                                              |
|  |                                                                                        |

|  | Gryphoceratops morrisoni  |
|  |                           |
|  | Unescoceratops kopelhusae |
|  |                           |

|  | Cerasinops hodgskissi                                                                  |
|  |                                                                                        |
|  | \| \| Gryphoceratops morrisoni \| \| \| \| \| \| Unescoceratops kopelhusae \| \| \| \| |
|  |                                                                                        |
|  | Gryphoceratops morrisoni                                                               |
|  |                                                                                        |
|  | Unescoceratops kopelhusae                                                              |
|  |                                                                                        |

|  | Gryphoceratops morrisoni  |
|  |                           |
|  | Unescoceratops kopelhusae |
|  |                           |

|  | Cerasinops hodgskissi                                                                  |
|  |                                                                                        |
|  | \| \| Gryphoceratops morrisoni \| \| \| \| \| \| Unescoceratops kopelhusae \| \| \| \| |
|  |                                                                                        |
|  | Gryphoceratops morrisoni                                                               |
|  |                                                                                        |
|  | Unescoceratops kopelhusae                                                              |
|  |                                                                                        |

|  | Gryphoceratops morrisoni  |
|  |                           |
|  | Unescoceratops kopelhusae |
|  |                           |

|  | Cerasinops hodgskissi                                                                  |
|  |                                                                                        |
|  | \| \| Gryphoceratops morrisoni \| \| \| \| \| \| Unescoceratops kopelhusae \| \| \| \| |
|  |                                                                                        |
|  | Gryphoceratops morrisoni                                                               |
|  |                                                                                        |
|  | Unescoceratops kopelhusae                                                              |
|  |                                                                                        |

|  | Gryphoceratops morrisoni  |
|  |                           |
|  | Unescoceratops kopelhusae |
|  |                           |

|  | Prenoceratops pieganensis                                                               |
|  |                                                                                         |
|  | \| \| Udanoceratops tchizhovi \| \| \| \| \| \| Zhuchengceratops inexpectus \| \| \| \| |
|  |                                                                                         |
|  | Udanoceratops tchizhovi                                                                 |
|  |                                                                                         |
|  | Zhuchengceratops inexpectus                                                             |
|  |                                                                                         |

|  | Udanoceratops tchizhovi     |
|  |                             |
|  | Zhuchengceratops inexpectus |
|  |                             |

|  | Prenoceratops pieganensis                                                               |
|  |                                                                                         |
|  | \| \| Udanoceratops tchizhovi \| \| \| \| \| \| Zhuchengceratops inexpectus \| \| \| \| |
|  |                                                                                         |
|  | Udanoceratops tchizhovi                                                                 |
|  |                                                                                         |
|  | Zhuchengceratops inexpectus                                                             |
|  |                                                                                         |

|  | Udanoceratops tchizhovi     |
|  |                             |
|  | Zhuchengceratops inexpectus |
|  |                             |

|  | Cerasinops hodgskissi                                                                  |
|  |                                                                                        |
|  | \| \| Gryphoceratops morrisoni \| \| \| \| \| \| Unescoceratops kopelhusae \| \| \| \| |
|  |                                                                                        |
|  | Gryphoceratops morrisoni                                                               |
|  |                                                                                        |
|  | Unescoceratops kopelhusae                                                              |
|  |                                                                                        |

|  | Gryphoceratops morrisoni  |
|  |                           |
|  | Unescoceratops kopelhusae |
|  |                           |

|  | Cerasinops hodgskissi                                                                  |
|  |                                                                                        |
|  | \| \| Gryphoceratops morrisoni \| \| \| \| \| \| Unescoceratops kopelhusae \| \| \| \| |
|  |                                                                                        |
|  | Gryphoceratops morrisoni                                                               |
|  |                                                                                        |
|  | Unescoceratops kopelhusae                                                              |
|  |                                                                                        |

|  | Gryphoceratops morrisoni  |
|  |                           |
|  | Unescoceratops kopelhusae |
|  |                           |

|  | Cerasinops hodgskissi                                                                  |
|  |                                                                                        |
|  | \| \| Gryphoceratops morrisoni \| \| \| \| \| \| Unescoceratops kopelhusae \| \| \| \| |
|  |                                                                                        |
|  | Gryphoceratops morrisoni                                                               |
|  |                                                                                        |
|  | Unescoceratops kopelhusae                                                              |
|  |                                                                                        |

|  | Gryphoceratops morrisoni  |
|  |                           |
|  | Unescoceratops kopelhusae |
|  |                           |

|  | Cerasinops hodgskissi                                                                  |
|  |                                                                                        |
|  | \| \| Gryphoceratops morrisoni \| \| \| \| \| \| Unescoceratops kopelhusae \| \| \| \| |
|  |                                                                                        |
|  | Gryphoceratops morrisoni                                                               |
|  |                                                                                        |
|  | Unescoceratops kopelhusae                                                              |
|  |                                                                                        |

|  | Gryphoceratops morrisoni  |
|  |                           |
|  | Unescoceratops kopelhusae |
|  |                           |